# Nono milénio a.C.
O nono milênio a.C. marca o começo do período Neolítico.
O nono milênio a.C. abrangeu o período entre os anos 9.000 a.C. e 8.001 a.C.. A agricultura se espalha pelo Crescente Fértil e o uso da cerâmica se torna mais comum. Aldeias maiores como Jericó se desenvolveram nas rotas do comércio de sal e sílex. O norte da Eurásia é repovoado quando os glaciares do último máximo glacial se retraem. A população mundial é de poucos milhões, talvez abaixo de 5 milhões.

## Eventos
- c. 10000 - 8000 a.C. — A região de Quermanxá foi um dos primeiros lugares do mundo onde a povoação humana emergiu, incluindo Asiab, Qazanchi, Tape Sarabe, Chia Jani e Ganj-Darreh.
- c. 9000 a.C.: 
  - Cultura do Neolítico começa no Antigo Oriente Próximo.
  - Agricultura rudimentar dos natufianos.[1]
  - Povos coletores pela região central do Brasil.[2][3]
  - Pequenas cidades na Mesopotâmia. Áreas de florestas densas.[4][5]
  - Estruturas na cidade de Jericó na Palestina.[6]
  - Agricultura e povoamento no Mediterrâneo[7]
  - Lago Laacher, noroeste de Frankfurt, se forma quando um vulcão entra em erupção e forma uma caldeira.[8]
  - Uma esfinge e vários pilares monolíticos em Göbekli Tepe.[6][9]
  - A Grã-Bretanha — Sítio arqueológico de Star Carr, em Yorkshire, Grã-Bretanha, é habitado por povos do Maglemosiano.[10]
  - População na Terra estimada em dez milhões.[11][12]
- c. 8500 a.C. — Grã-Bretanha Caçadores do Mesolítico acampam em Cramond, na Escócia Pré-histórica.
- c. 8083 a.C. — O Cometa Hale–Bopp aparece no céu; e voltaria apenas no Sexto milénio a.C..
- c. 8000 a.C.:
  - Os Muros de Jericó são construídos.
  - Øvre Eiker, Noruega, é habitada.
  - Estônia — O mais antigo povoamento da Estônia, Pulli, já é habitado.

## Invenções e descobertas
- c. 9000 a.C.:
  - Descoberta do cobre no Oriente Médio.
  - Primeiras evidências da criação de ovelhas, no norte do atual Iraque.[13]
  - Primeiras foices de madeira.[14]
  - Domesticação de gado e desenvolvimento da agricultura na Mesopotâmia.[15]
  - Ásia — Evidência da domesticação de gatos.[16]
- c. 8500 a.C.: 
  - A Cultura natufiana, no oeste da Mesopotâmia, cultiva trigo selvagem com arados de sílex.
  - Os barcos são inventados e os cães são domesticados na Europa, a partir dos lobos.
  - Povos andinos domesticam o chili e dois tipos de feijões.
- c. 8000 a.C.: 
  - Oriente Médio — Ferramentas feitas de sílex, pertencentes a povos caçadores-coletores do norte e centro da Arábia.
  - Oriente Médio — Vasos de argila e figuras de terracota de animais e humanos são produzidas em Ganj Dareh no oeste do atual Irã.
  - Troca de mercadorias, uma combinação de contabilidade, sistemas de inventário e meios de troca.
  - Troca de mercadorias pode representar o começo de uma pseudo-escrita.
  - O povo de Jericó estava produzindo tijolos de argila, deixando-os endurecer ao sol.
  - Ásia — Domesticação do porco na China e na Anatólia.
  - Oriente Médio — Domesticação de cabras.
  - Oriente Médio — Vasilhas de argila e figuras de terracota de pessoas e animais são produzidas em Ganj Dareh no oeste do Irã.

## Meio Ambiente
- c. 9000 a.C. — Resfriamento global temporário ocorre quando a Corrente do Golfo movimenta-se para o sul e a Europa congela.